# هيزل بيشوب
هيزل بيشوب (بالإنجليزية: Hazel Bishop)‏ (و. 1906 – 1998 م) هي كيميائية أمريكية، ولدت في هوبوكين (نيوجيرسي)، توفيت في ري، عن عمر يناهز 92 عاماً.

## التعليم
تعلمت في مؤسسة فو المدرسية للهندسة والعلوم التطبيقية ‏.